# رشید خالدی
رشید خالدی (زاده ۱۹۴۸) مورخ فلسطینی-آمریکایی خاورمیانه و استاد کرسی ادوارد سعید مطالعات مدرن عرب (Modern Arab Studies) در دانشگاه کلمبیا است.